# Snuff the Punk
Albums de POD
Brown
(1996)
Snuff the Punk est le premier album de POD, sorti le 25 janvier 1994.
L'album a été distribué par Rescue Records, label situé à Chula Vista, en Californie, et qui appartenait à Noah Bernardo, Sr., qui est l'oncle de Sonny Sandoval et le père de Wuv Bernardo.
L'album a été complètement remixé, réarrangé et sorti à nouveau en 1999, sous le label indie Diamante, avec une nouvelle pochette. La première version est considérée comme un collector très recherché par les fans.

## Liste des pistes
1. Coming Back (5:11)
2. Let the Music Do the Talking (3:44)
3. Draw the Line (2:52)
4. Who Is Right? (3:47)
5. Get It Straight (3:19)
6. Run (3:16)
7. Snuff the Punk (3:03)
8. Can You Feel It? (4:48)
9. Three in the Power of One (4:15)
10. Every Knee (4:14)
11. Abortion Is Murder (7:19)